# 大冶市“8·6”事件
大冶市“8·6”事件，是2005年8月湖北省黄石市大冶市因撤市设区意见所引发的群众事件。

## 官方公报的事情经过
2005年7月28日下午，中国共产党黄石市委员会（下面简称“黄石市委”）领导向市委书记办公会议通报黄石市委常委会议关于将大冶市撤市改区的意见。7月29日上午，时任中国共产党大冶市委员会（下面简称“大冶市委”）副书记李鹏国私自通知时任市委副书记、副市长的陈方银，以及时任大冶市人民代表大会常务委员会副主任石忠文、时任大冶市政协主席郭衍炳、时任大冶市民政局局长石教鹏到市民政局召开会议，研究开展反对撤市改区的活动，确定组织大冶的离退休干部跑省进京上访，费用由李鹏国、陈方银负责，并让离退休干部出面给黄石市委施压。
会后，李鹏国、陈方银分别向大冶市单位要来资金作为离退休干部上访和印刷宣传资料的费用。石忠文安排下属起草《关于黄石市委市政府拟撤销大冶市的有关情况反映》，郭衍炳放纵下属起草《湖北省大冶市部分政协委员关于坚决反对撤市改区的情况反映》，并分别组织人大代表、政协委员签名，寄给了省和国家有关部门。
8月1日至3日，在石教鹏的具体组织和支持下，大冶市退休干部石代田和张志翔组织征集签名、进京上访、制作传单等反对撤市改区的组织活动，授意大冶球迷协会会长和大冶某中学教师组织8月4日上午的上访活动。8月4日上午，上访人员与维持秩序的武警、公安民警发生“摩擦”，当晚，石代田、张志翔以“受伤的上访群众要讨说法”为名，指使他人组织人员于8月6日到黄石游行。8月5日，少数大冶籍矿主组织200多名社会闲散人员入住大冶市城关宾馆，准备第二天到黄石游行。黄石市委、大冶市委得知后进行说服劝阻工作，但没有什么效果。
8月6日上午，大批上访群众从大冶会集到黄石市委、市政府大院门前。部分社会闲散人员强行推倒中国共产党黄石市委员会、黄石市政府大院自动门及围墙栅栏。曾犯流氓罪、盗窃罪的范志武冲入院内开砸，随后又伙同曹茂贵、程冲、黄细家等人将一辆小汽车掀翻并打砸。同日上午，黄运勇、曹祥松、戴元华、余强、姜太祥等人伙同他人闯入市政府楼前打砸。

## 事后
中国共产党湖北省纪律检查委员会、湖北省监察厅称，此事件是由李鹏国召集陈方银、石忠文、郭衍炳、石教鹏总体策划，石教鹏组织实施，石代田、张志翔等退休干部极力参加，少数人受石代田、张志翔指使出面组织群众游行，个别矿主组织、指使社会闲散人员实施打砸抢堵酿成。李鹏国、陈方银、石教鹏负主要责任，石忠文、郭衍炳、张志翔、石代田负重要责任，个别矿主等人负重大直接责任。李鹏国、陈方银、石教鹏在审查期间，交代自己受贿、收受礼金等问题。中国共产党黄石市委员会、黄石市监察局研究经中国共产党黄石市委员会、黄石市政府决定，对李鹏国、陈方银、石教鹏进行开除党籍、撤销行政职务处分；对石忠文、郭衍炳进行撤销共产党内一切职务处分，责令其分别辞去大冶市人民代表大会副主任、大冶市人民政治协商会议主席的职务；对石代田、张志翔进行党内严重警告、党内警告处分。
2005年9月26日，大冶市人民法院一审宣判，以聚众冲击国家机关罪判处范志武有期徒刑5年，判处曹茂贵等8人3年以下1年以上有期徒刑，以非法游行示威罪判处卢苇有期徒刑2年。